# Cosmopolitan Productions
La Cosmopolitan Productions, spesso definita anche Cosmopolitan Pictures, è stata una società cinematografica statunitense fondata nel 1918 dal magnate della carta stampata William Randolph Hearst. La compagnia ebbe sede, dal 1918 al 1923, a New York e, fino al 1938, a Hollywood.

## Storia
Hearst, che voleva entrare nel mondo del cinema, propose dapprima di collaborare con la United Artists che doveva diventare il canale distributivo per i film prodotti dalla nuova società, ma le trattative non andarono a buon fine e l'editore si rivolse allora ad Adolph Zukor e alla sua Paramount. 
Il vantaggio dell'accordo per Zukor era quello di poter contare sui diritti cinematografici del catalogo delle storie pubblicate sulle numerose riviste di Hearst che contemplavano giornali a larga diffusione quali Cosmopolitan, Harper's Bazaar e Good Housekeeping.
A causa di disaccordi per la distribuzione dei film, la Cosmopolitan lasciò la Paramount e, nel 1923, si associò con la MGM, sia come casa di distribuzione o, anche, di produzione. L'accordo tra Hearst e Louis B. Mayer durò fino al 1934, quando la Cosmopolitan passò a lavorare con la Warner Bros.
La Cosmopolitan fu creata essenzialmente come veicolo per i film dell'attrice Marion Davies, amante dell'editore, il quale sostenne fortemente la sua carriera. Diretta da Robert G. Vignola, un regista molto legato alla Cosmopolitan, Davies girò diversi film tra cui, nel 1922, Armi ed amori che, con un budget di un milione e ottocentomila dollari, si rivelò la pellicola più costosa mai realizzata fino a quel momento. Nel 1923, mentre stavano girando Little Old New York, un incendio distrusse gli studi newyorkesi della Cosmopolitan e i set del film, progettati da Joseph Urban. L'attrice girò anche tre film con King Vidor: Fascino biondo e Maschere di celluloide del 1928 e Gabbia di matti del 1930.
Un altro importante regista che lavorò con la Cosmopolitan fu Howard Hawks con Brume (1936).

## Filmografia
- Getting Mary Married, regia di Allan Dwan (1919)
- The Dark Star, regia di Allan Dwan (1919)
- The Cinema Murder, regia di George D. Baker (1919)
- April Folly, regia di Robert Z. Leonard (1920)
- The Restless Sex, regia di Leon D'Usseau e Robert Z. Leonard (1920)
- Buried Treasure, regia di George D. Baker (1921)
- Enchantment, regia di Robert G. Vignola (1921)
- Bride's Play, regia di George Terwilliger (1922)
- Beauty's Worth, regia di Robert G. Vignola (1922)
- The Beauty Shop, regia di Edward Dillon (1922)
- La giovane Diana (The Young Diana), regia di Albert Capellani e Robert G. Vignola (1922)
- Armi ed amori (When Knighthood Was in Flower), regia di Robert G. Vignola (1922)
- The Face in the Fog, regia di Alan Crosland (1922)
- Adam and Eva, regia di Robert G. Vignola (1923)
- The Go-Getter, regia di E.H. Griffith (1923)
- Little Old New York, regia di Sidney Olcott (1923)
- Through the Dark, regia di George W. Hill (1924)
- Yolanda, regia di Robert G. Vignola (1924)
- L'ombra di Washington (Janice Meredith), regia di E. Mason Hopper (1924)
- Zander the Great, regia di George W. Hill (1925)
- Lights of Old Broadway, regia di Monta Bell (1925)
- Beverly of Graustark, regia di Sidney Franklin (1926)
- The Red Mill, regia di William Goodrich (Roscoe 'Fatty' Arbuckle) (1927)
- Ah! Che maschietta! (Tillie the Toiler), regia di Hobart Henley (1927)
- Giovinezza prepotente (The Fair Co-Ed), regia di Sam Wood (1927)
- Via Belgarbo Quality Street, regia di Sidney Franklin (1927)
- Fascino biondo (The Patsy), regia di King Vidor (1928)
- Il fidanzato di cartone (The Cardboard Lover), regia di Robert Z. Leonard (1928)
- Maschere di celluloide (Show People), regia di King Vidor (1928)
- The Five O'Clock Girl, regia di Robert Z. Leonard (1928)
- Marianne, regia di Robert Z. Leonard (1929)
- La compagnia d'assalto (Marianne), regia di Robert Z. Leonard - versione sonora di Marianne (1929)
- Gabbia di matti (Not So Dumb), regia di King Vidor (1930)
- Ragazze e giovanotti del 1890 (The Florodora Girl), regia di Harry Beaumont (1930)
- The Bachelor Father, regia di Robert Z. Leonard (1931)
- It's a Wise Child, regia di Robert Z. Leonard (1931)
- Five and Ten, regia di (non accreditato) Robert Z. Leonard (1931)
- Polly of the Circus, regia di Alfred Santell (1932)
- Blondie of the Follies, regia di Edmund Goulding (1932)
- La maschera di Fu Manciu (The Mask of Fu Manchu), regia di Charles Brabin e, non accreditato, Charles Vidor (1932)
- Peg del mio cuore (Peg o' My Heart), regia di Robert Z. Leonard (1933)
- Verso Hollywood (Going Hollywood), regia di Raoul Walsh (1934)
- L'agente n. 13 (Operator 13), regia di Richard Boleslawski 1934)
- Page Miss Glory, regia di Mervyn LeRoy (1935)
- Brume (Ceiling Zero), regia di Howard Hawks (1936)
- Hearts Divided, regia di Frank Borzage (1936)
- Caino e Adele (Cain and Mabel), regia di Lloyd Bacon (1936)